# Олейник, Любовь Васильевна
Любо́вь Васи́льевна Оле́йник (род. 7 мая 1949, Козыревка, Курганская область) — советский и российский политический деятель, действительный государственный советник Российской Федерации 2 класса. Депутат Государственной думы первого (1993—1995) и второго созывов (1995—1999), член фракции КПРФ.

## Биография
Любовь Васильевна Олейник родилась 7 мая 1949 года в деревне Козыревка Иванковского сельсовета Усть-Уйского района Курганской области, ныне деревня входит в Целинный муниципальный округ той же области. Украинка.
В 1968 году окончила Курганское медицинское училище по специальности «фельдшер». С марта 1968 по февраль 1971 года — помощник педиатра Целинной районной больницы (село Целинное), с февраля 1971 по январь 1972 года — фельдшер на станции скорой помощи города Тюмени, с января 1972 по август 1974 года — фельдшер Целинной районной больницы.
С августа 1974 года — на комсомольской и партийной работе, работала заведующей сектором Целинного райкома ВЛКСМ. В 1975—1977 годах проходила обучение в Челябинской советско-партийной школе по специальности «экономист-организатор», затем — в Свердловской высшей партийной школе. С 1977 года — инструктор, с 1985 года — председатель партийной комиссии, с апреля 1986 года — заведующая организационным отделом Целинного райкома КПСС. Член КПСС с 1974 по август 1991 года.
Член Центрального исполнительного комитета Коммунистической партии Российской Федерации с февраля 1993 года, затем — член ЦК КПРФ. Выступала свидетелем в слушаниях Конституционного суда по «делу КПСС».
В 1993 году была избрана депутатом Государственной думы первого созыва по общефедеральному списку КПРФ. В Госдуме вошла в состав фракции КПРФ, была членом Комитета по вопросам местного самоуправления.
В 1995 году была избрана депутатом Государственной думы второго созыва по общефедеральному округу. Вошла в состав фракции КПРФ, работала заместителем председателя Комитета по вопросам местного самоуправления. В 1999 году являлась председателем Международной конференции «Европа в XXI веке».
В 2003 году на декабрьских пленуме и съезде КПРФ была в числе 23 делегатов, голосовавших за досрочную отставку председателя ЦК КПРФ Геннадия Зюганова. В июне 2004 году во время внутрипартийного конфликта и в преддверии десятого съезда КПРФ выступила с критикой Зюганова, подписав заявление нескольких членов ЦК КПРФ, где ответственность за низкий результат на думских выборах возлагалась на лидера партии. Заявление также подписали Вячеслав Бойко, Олег Корякин, Георгий Костин, Борис Тюков и Александр Шабанов. По этому поводу Олейник дала комментарий американской газете «The Washington Post». Затем она перешла на работу в аппарат бывшего спикера Госдумы, депутата Геннадия Селезнёва, также ранее исключённого из КПРФ. Сам Зюганов назвал письмо «хорошо продуманной, спланированной, проплаченной акцией», заявив, что его авторы «добиваются ослабления КПРФ». В свою очередь заместитель председателя думской фракции КПРФ Сергей Решульский заявил, что авторы письма на предстоящем съезде будут исключены из ЦК, член думской фракции КПРФ Тамара Плетнёва заявила, что «авторы письма исполнили желание своих хозяев, а не партийной организации». Депутат Госдумы Александр Кравец также негативно оценил позицию авторов письма.
С 2005 года была секретарём Координационного совета по содействию созданию региональных советов и единого общероссийского объединения муниципальных образований. С 2009 года была директором «Ассоциации малых и средних городов России». Была советником президента АМСГР, членом Правления АМСГР. Ныне — заместитель председателя Экспертного совета, советник президента Ассоциации малых и средних городов России. 
В феврале 2015 года избрана заместителем председателя Совета землячества «Зауралье» (землячество объединяет людей из Курганской области проживающих в Москве и Подмосковье).

## Награды
- Медаль «В память 850-летия Москвы».
- Медаль «За доблестный труд. В ознаменование 100-летия со дня рождения В. И. Ленина»[2].
- Почётная грамота Государственной Думы Федерального Собрания Российской Федерации.